# Sarule
Sarule ist ein Ort in der Provinz Nuoro in der italienischen Region Sardinien mit 1492 Einwohnern (Stand 31. Dezember 2023).
Sarule liegt 30 km südwestlich von Nuoro.
Die Nachbargemeinden sind: Mamoiada, Ollolai, Olzai, Orani und Ottana.